# Zeleni kašasti sok
Zeleni kašasti sok ili zeleni smoothie piće je dobiveno od  lisnatoga zelenog povrća i voća, odnosno samonikla jestiva bilja. 

## Priprema
Priprema se u mješaču (mikseru) i sadrži veći udio vlakana u odnosu na voćne frapee. Najčešće se strojno usitnjava mješavina voća i zelenog lisnatog povrća uz dodatak malo vode. Zeleno lisnato povrće i začinsko bilje koje se može koristiti uključuje sve jestive, neotrovne biljke. Prikladne miješalice su tzv. visokoučinkovite miješalice, koje postižu do 30 000 okretaja u minuti.
Prema Boutenko, lišće određenoga povrća sadrži više mikronutrijenata od samoga povrća i samo su voće, lisnato povrće i voda dopušteni kao sastojci za zeleni smoothie, ali ne i korjenasto povrće poput mrkve ili cikle. Nadalje, Boutenko je preporučivala redovitu promjenu zelenih biljaka jer svako lisnato povrće ima određene povoljne sastojke. 
Sok po mogućnosti treba piti na prazan želudac.[nedostaje izvor] Većina energije (kalorija) potječe iz šećera u voću i vlakana iz zelenih biljaka. Osim kelja, špinata ili blitve, može se koristiti i začinskim biljem poput peršina ili metvice, ali i samoniklim biljem poput maslačka ili koprive te listova mrkve, cikle ili repe.

## Nastanak
Izumiteljem se smatra Ruskinja Victoria Boutenko, koja se devedesetih odselila u SAD i postala pobornicom pokreta sirove veganske prehrane. Godine 2004. pripremila je prvi zeleni smoothie (kao prethodnicu njezinih ideja mogu se uzeti Norman W. Walker i Ann Wigmore, koja je promicala korištenje zelenoga soka od pšenične trave još 1984. godine).

## Kritika
Boutenkine tvrdnje o ljekovitosti zelenih smoothieja nisu dokazane pokusima ili kliničkim studijama. Različite inačice isključivo sirove prehrane svrstavaju se u ideološke oblike prehrane.